# Баркова Уляна Спиридонівна
Уляна Спиридонівна Баркова (3 січня 1906 — 11 травня 1991) — бригадир ферми великої рогатої худоби радгоспу «Караваєво» Костромської області.
Двічі Герой Соціалістичної Праці (1948, 1951).

## Біографія
Уляна Спиридонівна народилася 21 грудня 1905 (3 січня 1906) в селі Вятчаново Ярославської губернії (нині Даниловський район Ярославської області).
У 1917-1925 роках працювала за наймом, з 1925 по 1943 роки — доярка, з 1943 року — бригадир радгоспу «Караваєво».
У 1935 році закінчила курси лікнепу. Член ВЦРПС (1937-1940). Член КПРС з 1941 року.
З грудня 1961 року — персональний пенсіонер.

## Нагороди
- Двічі Герой Соціалістичної Праці:
  - 25.08.1948 — за успіхи в розвитку тваринництва,
  - 03.12.1951 — за успіхи в розвитку тваринництва.
- Нагороджена 4 орденами Леніна, орденом Трудового Червоного Прапора і медалями, а також великою золотою та іншими медалями ВСГВ.

## Пам'ять
На площі центральної садиби радгоспу був встановлений бронзовий бюст Героїні.

## Цікаві факти
У 1937 році Баркова отримала надої на 1 фуражну корову 8655 літрів, за що була премійована патефоном, костюмом і пальто — вартістю 2500 рублів.